# 飛霸
飛霸（義大利語：Falbrav），是愛爾蘭出生的意大利及英國純種競賽馬匹，生涯稱霸中距離賽事，曾勝出共和國總統大賽、米蘭大賽、日本盃、日蝕大賽、英國國際錦標及香港盃，亦於一哩賽有優秀的戰績，曾勝出伊斯巴翰錦標及女皇伊利沙伯二世錦標。

## 出賽前
1998年2月28日出生於愛爾蘭一個由當地人Azienda Agricola Francesca管理的牧場，成長途中被馬主Scuderia Rencati購入。
其後交由意大利練馬師戴安華訓練。

## 競賽生涯

### 2歲
2000年9月3日出戰聖錫羅馬場Luvignano錦標，保持穩定節奏下成功衝出取得首勝。
其後出戰馬萊瑪錦標，未能戰勝Rosa di Brema下取得第二。
10月5日出戰馬爾莫雷錦標以第三完賽，11月於二級賽Guido Berardelli錦標亦獲得第二未能掄元。

### 3歲
2001年3月以宮殿錦標作爲年度首戰，於其中成功取得勝利，其後出戰表列賽埃曼努埃萊·菲利伯托錦標及一級賽意大利打吡均憾負獲得亞軍。
休養過後於9月出戰一般賽Nico及Vittorio Castelini錦標作爲作爲熱身，於其中以優秀的加速度取得領先，其後繼續衝刺下成功以大差差距拉開後方奪冠。
9月23日出戰表列賽Fassati錦標僅獲得第三，但其後於Scheibler錦標中再度以絕佳的姿態取得勝利。

### 4歲
2002年年初出戰桑尼塔錦標，雖然比賽途中稍爲受到大爛地影響，但仍然可以於直路憑借優秀的末腳速度一舉加速，最終成功衝出下以6馬位優勢戰勝對手。
5月12日出戰共和國總統大賽，比賽初段以優秀的反應搶佔中團有利位置推進，進入直路後隨即加速蠶食前方，不斷超越對手下以破紀錄的1分57.8秒完賽時間取得首個一級賽冠軍。
6月16日出戰米蘭大賽，再度發揮自身的末腳速度下成功投射哦田，最終拉開第二名的Narrative 3馬位取得分級賽連勝。
其後前往法國以尼爾錦標接戰凱旋門大賽的計劃出賽，然而未能適應當地賽場草地下無法發揮水準，分別以第三要及第九落敗。
11月陣營安排其遠征日本出戰日本盃，因此前於法國的不佳戰績而僅獲第九人氣。比賽開始後，第二人氣成田路選擇於先頭位置跟隨領放馬萬能泰斗的步伐前進，飛霸和第一人氣吉兆處於中團位置，而第三人氣森林寶穴則於後方位置追走。進入直路後，飛霸隨即展現絕佳的反應接受騎師戴圖理的指揮順利衝出，最終成功抵擋後方十一人氣、同爲伏兵的沙拉芬的追擊，以爆冷姿態取得冠軍之餘亦爲騎師戴圖理帶來繼1996年策騎談唱劇取勝後的第二個日本盃冠軍。

### 5歲
進入2003年，由於日本盃時的發揮出驚人表現，因而日本社台集團負責人吉田照哉向馬主Scuderia Rencati提出購買一半擁有權，同時亦被轉籍至英國，進入英國練馬師古萬尼之馬房訓練。
轉籍後其並未即時出戰英國的賽事，而是再度前往法國挑戰當地的賽事，雖然於根利錦標出師不利僅獲第三，但其後縮程出戰伊斯巴翰錦標成功掄元。
6月返回英國出戰威爾士親王錦標，但未能交出優秀表現下僅以第五完賽。
7月5日出戰日蝕大賽，採用居中戰術下在最後200米成功衝出，最終率先透出下以3/4馬位戰勝禮義才俊取得於英國的首個一級賽冠軍。
其後乘勢出戰英皇佐治五世及皇后伊利沙伯鑽石錦標，雖然比賽初段保持不俗的走勢，但進入直路後逐漸轉趨力弱未能進一步加速，最終以第五落敗。
短暫休養三星期後隨即於8月19日出戰英國國際錦標，本次比賽其於過彎時候經已進佔先頭位置取得優勢，其繼續加速下成功阻止後方賽駒的來襲，最終拉開第二的馬直達2馬位取得冠軍。
9月初雖然於愛爾蘭冠軍錦標以頸位敗於灌木叢僅得亞軍，但隨後隨即於9月末的女皇伊利沙伯二世錦標以絕佳姿態壓贏一衆賽駒，最終以2馬位優勢取得勝利。
其後陣營安排其遠征美國出戰育馬者盃草地大賽，但再度被灌木叢壓制下亦未能戰勝主隊馬尊豪，最終以第三完賽。
完成美國的賽事後未返回英國，而是轉戰香港出戰香港盃。比賽開始後，其繼續採用拿手的居中戰術保持穩定的節奏推進，於直路成功展開加速並在最後200米由中檔透出，最終以不斷衝刺下以2馬位優勢壓贏發達蹄取得冠軍。
回國後，陣營考慮其目前取得之榮譽及其年齡，決定以其配種生涯爲重，因而安排其退役。

### 詳細賽績
| 日期       | 舉辦國家/地區 | 馬場     | 距離   | 級別 | 賽事名稱                           | 負重 | 騎師   | 馬號     | 出馬 | 名次 | 時間     | 頭馬（二馬）       |
| ---------- | ------------- | -------- | ------ | ---- | ---------------------------------- | ---- | ------ | -------- | ---- | ---- | -------- | ------------------ |
| 3/9/2000   | 意大利        | 聖錫羅   | 草1600 |      | Luvignano錦標                      | 55.5 | 杜滿萊 | 紀錄缺失 | 11   | 1    | 1:40.4   | （Mel Marengo）    |
| 27/9/2000  | 意大利        | 聖錫羅   | 草1700 |      | 馬萊瑪錦標                         | 55.5 | 杜滿萊 | 紀錄缺失 | 6    | 2    | 1:49.4   | Rosa di Brema      |
| 15/10/2000 | 意大利        | 卡帕萊   | 草1800 |      | 馬爾莫雷錦標                       | 55   | 杜滿萊 | 紀錄缺失 | 8    | 3    | 1:58.7   | Mistero            |
| 5/11/2000  | 意大利        | 卡帕萊   | 草1800 | GII  | Guido Berardelli錦標               | 56   | 杜滿萊 | 3        | 9    | 2    | 紀錄缺失 | Mistero            |
| 31/3/2001  | 意大利        | 聖錫羅   | 草2000 |      | 宮殿錦標                           | 56.5 | 范嘉堯 | 紀錄缺失 | 4    | 1    | 2:16.3   | （Sopran Crown）   |
| 6/5/2001   | 意大利        | 聖錫羅   | 草2000 | L    | 埃曼努埃萊·菲利伯托錦標            | 58   | 范嘉堯 | 紀錄缺失 | 7    | 2    | 2:07.4   | Baciale            |
| 27/5/2001  | 意大利        | 卡帕萊   | 草2400 | GI   | 意大利打吡                         | 58   | 范嘉堯 | 9        | 19   | 2    | 2:27.1   | 魔術蹄             |
| 2/9/2001   | 意大利        | 聖錫羅   | 草2200 |      | Nico及Vittorio Castelini錦標       | 55.5 | 范嘉堯 | 紀錄缺失 | 7    | 1    | 2:19.3   | Sopran Crown       |
| 23/9/2001  | 意大利        | 聖錫羅   | 草2200 | L    | Fassati錦標                        | 56   | 范嘉堯 | 紀錄缺失 | 7    | 3    | 2:25.6   | Altieri            |
| 4/11/2001  | 意大利        | 卡帕萊   | 草2000 |      | Scheibler錦標                      | 58   | 范嘉堯 | 紀錄缺失 | 15   | 1    | 2:02.0   | （Montesino）      |
| 21/4/2002  | 意大利        | 聖錫羅   | 草1800 |      | 桑尼塔錦標                         | 53.5 | 范嘉堯 | 紀錄缺失 | 7    | 1    | 1:54.8   | （Alburno）        |
| 12/5/2002  | 意大利        | 卡帕萊   | 草2000 | GI   | 共和國總統大賽                     | 58   | 范嘉堯 | 3        | 9    | 1    | 1:57.8   | （藝高強）         |
| 16/6/2002  | 意大利        | 聖錫羅   | 草2400 | GI   | 米蘭大賽                           | 60   | 范嘉堯 | 1        | 7    | 1    | 2:24.9   | （Narrative）      |
| 15/9/2002  | 法國          | 隆尚     | 草2400 | GII  | 福伊錦標                           | 58   | 范嘉堯 | 4        | 5    | 3    | 2:29.2   | 雅佳利             |
| 6/10/2002  | 法國          | 隆尚     | 草2400 | GI   | 凱旋門大賽                         | 59.5 | 柏兆雷 | 7        | 16   | 9    | 2:27.7   | 馬威霸             |
| 24/11/2002 | 日本          | 中山     | 草2200 | GI   | 日本盃                             | 57   | 戴圖理 | 1        | 16   | 1    | 2:12.2   | （沙拉芬）         |
| 27/4/2003  | 法國          | 隆尚     | 草2100 | GI   | 根利錦標                           | 58   | 范義龍 | 4        | 9    | 3    | 紀錄缺失 | 完美結晶           |
| 18/5/2003  | 法國          | 隆尚     | 草1850 | GI   | 伊斯巴翰錦標                       | 58   | 范義龍 | 7        | 8    | 1    | 1:51.0   | （陽光普照）       |
| 18/6/2003  | 英國          | 雅士谷   | 草2000 | GI   | 威爾斯親王錦標                     | 57   | 杜滿萊 | 3        | 10   | 5    | 紀錄缺失 | 禮義才俊           |
| 5/7/2003   | 英國          | 沙丘園   | 草2000 | GI   | 日蝕大賽                           | 60.5 | 賀倫   | 14       | 15   | 1    | 2:05.59  | （禮義才俊）       |
| 26/7/2003  | 英國          | 雅士谷   | 草2400 | GI   | 英皇佐治六世及皇后伊利沙伯鑽石錦標 | 60.5 | 賀倫   | 1        | 12   | 5    | 紀錄缺失 | 傲凜沙場           |
| 19/8/2003  | 英國          | 約克     | 草2000 | GI   | 英國國際錦標                       | 59.5 | 賀倫   | 2        | 8    | 1    | 2:06.84  | 馬直達             |
| 6/9/2003   | 愛爾蘭        | 李奧柏   | 草2000 | GI   | 愛爾蘭冠軍錦標                     | 59   | 賀倫   | 5        | 7    | 2    | 紀錄缺失 | 灌木叢             |
| 27/9/2003  | 英國          | 雅士谷   | 草1600 | GI   | 女皇伊利沙伯二世錦標               | 57.5 | 賀倫   | 4        | 8    | 1    | 1:38.99  | （Russian Rhythm） |
| 25/10/2003 | 美國          | 聖雅尼塔 | 草2400 | GI   | 育馬者盃草地大賽                   | 57   | 賀倫   | 8        | 9    | 3    | 紀錄缺失 | 灌木叢 尊豪[a]     |
| 14/12/2003 | 香港          | 沙田     | 草2000 | GI   | 香港盃                             | 57   | 戴圖理 | 5        | 14   | 1    | 2:00.9   | （發達蹄）         |

a 此兩駒爲平頭冠軍

## 退役後
退役後，飛霸剩餘的一半所有權亦被社台集團購入並成爲日本的配種馬，於北海道早來町（今安平町）社台Stallion Station休養，在2004年進行配種，首批子嗣於2005年出生。首批子嗣可於2007年出賽，6月30日經已有中央的賽駒在未勝利戰取勝。2008年5月31日，守護靈在育馬錦標取勝，成爲首匹勝分級賽的子嗣。
2005年，其被轉移至英國沙福郡新市場Cheveley Park Stud，於當地進行配種。
2006年返回日本，繼續於社台Stallion Station作爲配種馬工作。
2014年配種季結束後由配種馬退役，以功勞馬身份於社台Stallion Staion進行養老生活。
2024年1月12日，其因衰老於養老地內以26歲高齡死亡。

### 主要子嗣

#### 分級賽優勝子嗣
2005年生
- Transwarp（函館紀念、新潟紀念）

- 守護靈（ 育馬錦標、 秋季錦標）

2006年生
- 一卡美鑽（雌馬賽、函館短途錦標、堅蘭盃、海洋錦標）

2007年生
- 榮進女神（夏季短途錦標、人馬錦標）

2008年生
- （堅蘭盃）
- Dance Fantasia（妖精錦標）
- Epoisses（堅蘭盃）

2009年生
- I'm Yours（雌馬賽）

## 血統簡介
父系神話王爲美國賽駒，生涯僅出戰一場賽事，但於血統上極其優秀，爲美國著名種馬鞍匠井之全兄，退役後被輸出至歐洲並成爲當地優秀種馬之一。祖父北地舞人爲加拿大賽駒，是美國三冠賽雙冠馬，退役後亦爲著名種馬，被譽爲當時改變世界的種馬之一。
母系Gift of the Night爲美國生產的法國賽駒，生涯戰績不佳僅勝出一場賽事。外祖父Slewpy爲美國賽駒，生涯戰績優秀，曾先勝出一級賽美度蘭斯盃。

### 血統表
| 父線：北地舞人系（新北區系）                |                            |              |                |
| 種馬 神話王 1982年（棗色）                  | 北地舞人 1961年（棗色）    | 新北區       | Nearco         |
| 種馬 神話王 1982年（棗色）                  | 北地舞人 1961年（棗色）    | 新北區       | Lady Angela    |
| 種馬 神話王 1982年（棗色）                  | 北地舞人 1961年（棗色）    | Naltama      | 天才舞者       |
| 種馬 神話王 1982年（棗色）                  | 北地舞人 1961年（棗色）    | Naltama      | Almahmoud      |
| 種馬 神話王 1982年（棗色）                  | Fairy Bridge               | Bold Reason  | Hail to Reason |
| 種馬 神話王 1982年（棗色）                  | Fairy Bridge               | Bold Reason  | Lalun          |
| 種馬 神話王 1982年（棗色）                  | Fairy Bridge               | Special      | Forli          |
| 種馬 神話王 1982年（棗色）                  | Fairy Bridge               | Special      | Thong          |
| 繁殖雌馬 Gift of the Night 1990年（深棗色） | Slewpy 1980年（深棗色）    | 西雅圖迴旋   | Bold Reasoning |
| 繁殖雌馬 Gift of the Night 1990年（深棗色） | Slewpy 1980年（深棗色）    | 西雅圖迴旋   | My Charmer     |
| 繁殖雌馬 Gift of the Night 1990年（深棗色） | Slewpy 1980年（深棗色）    | Rare Bouquet | Prince John    |
| 繁殖雌馬 Gift of the Night 1990年（深棗色） | Slewpy 1980年（深棗色）    | Rare Bouquet | Forest Song    |
| 繁殖雌馬 Gift of the Night 1990年（深棗色） | Little Nana 1975年（栗色） | Lithiot      | 里博           |
| 繁殖雌馬 Gift of the Night 1990年（深棗色） | Little Nana 1975年（栗色） | Lithiot      | Lithia         |
| 繁殖雌馬 Gift of the Night 1990年（深棗色） | Little Nana 1975年（栗色） | Nenana Road  | Kirkland Lake  |
| 繁殖雌馬 Gift of the Night 1990年（深棗色） | Little Nana 1975年（栗色） | Nenana Road  | Sena           |
| 雌系：號族：4-i                             |                            |              |                |
| 五代內近親交配：無                          |                            |              |                |

## 命名由來
名字Falbrav於意大利語米蘭方言中，帶有優秀、良好等意思，香港同時考慮音譯及意譯，翻譯为「飛霸」。

## 外部連結
- 飛霸 racingpost.com （页面存档备份，存于）
- 飛霸 netkeiba.com （页面存档备份，存于）
- 血統表 （页面存档备份，存于）